# Лапоухов, Фёдор Юрьевич
Фёдор Юрьевич Лапоухов (бел. Фёдар Юр'евіч Лапавухаў; род. 20 июня 2003, Минск) — белорусский футболист, вратарь софийского ЦСКА и национальной сборной Беларуси.

## Карьера

### «Динамо» Минск

#### Аренда в «Лиду»
Воспитанник футбольной академии «Динамо». Первым тренером футболиста был Владимир Николаевич Лукьяненко. В минском клубе футболист выступал за юношеские команды 2003 года рождения в рамках юношеского первенства. В июле 2021 года футболист на правах арендного соглашения присоединился к «Лиде» до конца сезона. Дебютировал за лидский клуб футболист 25 августа 2021 года в матче против гомельского «Локомотива», выйдя на замену в начале второго атйма. Затем футболист смог закрепиться в стартовом составе клуба, став основным вратарём. По итогу сезона футболист вместе с клубом завершил чемпионат на итоговом предпоследнем месте. Сам футболист за сезон отличился лишь 2 «сухими» матчами, также дважды за сезон выходя на замену. По окончании срока арендного соглашения футболист покинул лидский клуб.

#### Сезон 2023
В начале 2022 года футболист отправился выступать за дублирующий состав минского «Динамо». В январе 2023 года футболист стал тренироваться с основной командой минского клуба. Дебютировал за клуб футболист 2 апреля 2023 года в матче против мозырской «Славии». На протяжении сезона футболист попадал в символическую сборную тура и получал награду как лучший вратарь в рамках чемпионата . В матче 29 апреля 2023 года против гродненского «Немана» получил красную карточку, сбив Алимардона Шукурова, впоследствии чего тот потерял сознание и покинул поле на машине скорой помощи. В июле 2023 года вместе с клубом отправился на квалификационные матчи Лиги конференций УЕФА. Первый матч в рамках еврокубкового турнира сыграл 13 июля 2023 года против боснийского клуба «Железничар». В ответной встрече 20 июля 2023 года боснийский «Железничар» оказался сильнее и по сумме матчей прошёл во второй квалификационный раунд. По итогу сезона футболист стал победителем чемпионата.

#### Сезон 2024
Новый сезон футболист начал 2 марта 2024 года с поражения за Суперкубок Беларуси, где в серии пенальти уступили жодинскому «Торпедо-БелАЗ». Первый матч в чемпионате футболист сыграл 16 марта 2024 года против «Сморгони». В полуфинальных матчах Кубка Беларуси футболист вместе с клубом уступили гродненскому «Неману». В июле 2024 года футболист вместе с клубом отправился на квалификационные матчи Лиги чемпионов УЕФА и Лиги Европы УЕФА, откуда смогли квалифицироваться в Лигу конференций УЕФА. Первый матч общего этапа Лиги конференций УЕФА футболист сыграл 3 октября 2024 года против шотландского клуба «Харт оф Мидлотиан», выйдя на замену в начале второго тайма. В ноябре 2024 года сообщалось, что к футболисту проявляют интерес московский «Спартак», «Копенгаген», «Гент», «Реал Вальядолид» и московский ЦСКА. Вместе с клубом футболист досрочно стал победителем чемпионата Беларуси. По итогу чемпионата футболист заработал награды «Лучший вратарь» и «Лучший футболист», а также получил награду «Лучший футболист Беларуси». По итогу общего этапа Лиги конференций УЕФА футболист вместе с клубом не смог выйти в раунд плей-офф. На протяжении сезона сезона футболист был ключевым игроком клуба, отличившись 25 «сухими» матчами.

### ЦСКА София
В январе 2025 года сообщалось, что футболистом интересуется софийский ЦСКА. В конце января 2025 года футболист уже тренировался с болгарским клубом и в скором времени официально присоединился к нему, подписав контракт до июня 2028 года. Дебютировал за клуб футболист 8 февраля 2025 года в матче против софийской «Славии». Вместе с клубом футболист завершил основной этап чемпионата на итоговом седьмом месте, выйдя в стадию за право участия в квалификациях Лиги конференций УЕФА. В полуфинальных матчах Кубка Болгарии футболист вместе с клубом победили клуб «Черно море», выйдя в финал турнира. По итогу группового этапа стадии за право участие в еврокубковом турнире футболист вместе с клубом занял первое место, выйдя в плей-офф. Вместе с клубом футболист стал серебряным призёром Кубка Болгарии, где в финале 22 мая 2025 года уступили «Лудогорцу». По итогу стыкового матча 31 мая 2025 года футболист вместе с клубом уступил в серии пенальти клубу «Арда», оставшись без квалификаций Лиги конференций УЕФА. На протяжении сезона футболист выступал за софийский клуб в роли ключевого вратаря, отличившись 7 «сухими» матчами.

## Международная карьера
В июне 2021 года вместе с юношеской сборной Беларуси до 19 лет принимал участие в товарищеском матче против Азербайджана, однако остался на скамейке запасных, так и не дебютировав за сборную. В марте 2023 года футболист получил вызов в молодёжную сборную Беларуси. Дебютировал за сборную футболист 15 июня 2023 года в товарищеском матче против России.
В марте 2024 года футболист получил вызов в национальную сборную Беларуси вместо Андрея Кудравца для участия в товарищеских матчах. Первый матч за сборную провёл 11 июня 2024 года в матче против Израиля, заменив на 80-й минуте Сергея Игнатовича. Свой первый полноценный матч футболист сыграл 5 сентября 2024 года в Лиге наций УЕФА против сборной Болгарии.

## Достижения
Клубные
«Динамо» Минск
- Чемпион Беларуси (2): 2023, 2024

Индивидуальные
- Лучший футболист года Беларуси: 2024